# Danny Leclère
Danny Leclère, alias Dokter XTC (Hasselt, 14 mei 1959 - 20 mei 1993), was een Belgisch crimineel. Hij is gekend als de Dokter die een methode ontwierp om zuivere XTC te ontwikkelen, deze vervolgens wereldwijd illegaal te verkopen en op korte tijd miljonair te worden.

## Biografie
Leclère studeerde in de tweede helft van de jaren 1980 voor arts. Door de lessen chemie en fysica was hij in staat om zelf medicijnen te maken. De toenmalige partydrug was voornamelijk speed. Leclère was er zich van bewust dat speed in allerlei gevaarlijke vormen bestond en inname steeds een risico was daar de gebruiker niet wist welke (gevaarlijke) stoffen zijn gekochte speed bevatte. Daarnaast zijn drugs verslavend en leidden tot allerlei gezondheidsproblemen. Daarom begon hij een experiment om op grote schaal zuivere XTC te ontwikkelen die niet verslavend werkte en enkel "tijdelijke neveneffecten" had die geen verdere schade aanbrachten bij langer gebruik. Om aan het nodige geld te geraken, werd hij eerst dealer van hasjiesj. Hij kocht een oude mijnenveger om hasj vanuit Marokko naar België te transporteren om vervolgens te distribueren doorheen Europa. De mijnenveger was een goede keuze omdat deze niet werd gedetecteerd door radar. De drugs werden op enkele honderden meters van het strand in open zee gedropt en de stroming zorgde er voor dat deze de kustlijn bereikten. Daar werden de drugs opgepikt met bestelwagens en verder getransporteerd naar allerhande Europese landen. Op 11 juli 1989 onderschepte de politie een busje dat was vastgereden in het strand van Oostduinkerke met 4 ton hasjiesj in de laadruimte. Een van de ondervraagden knakte uiteindelijk en zo belandde Leclère een poos later in de gevangenis.
De dag na zijn arrestatie besliste de onderzoeksrechter dat Leclère naar huis mocht gaan tot aan zijn proces. Leclère dook onder in Nederland en zette zijn praktijken voort en ontdekte de gewenste formule en manier om in grote getale XTC aan te maken. Hij nam meer dan 200 personen aan voor de productie en de distributie van de drugs en kocht diverse politiemannen en douaniers om. 
Om de strijd tegen drugs in het algemeen aan te gaan, richtte de Nederlandse regering het IRT op: veroordeelde/opgepakte druggebruikers en dealers werden door het IRT overhaald om als spion te werken om zo de drugstraffieken en labo's in kaart te brengen. In ruil kregen deze burgers stafvermindering of zelfs vrijpleiting. Het IRT pakte Leclère op op 14 februari 1991 in Rotterdam. Later kwam het IRT zelf in opspraak wegens vermeende drugshandel.
Twee weken later kreeg Leclère toestemming om naar de begrafenis van zijn moeder te gaan. Hij maakte van de gelegenheid gebruik om te ontsnappen. Daar zijn laboratorium, zijn productie, zijn geld... allemaal in beslag werden genomen, zocht hij de "Delta group" op, een zware criminele organisatie waartoe onder andere Jan Femer en Mink Kok behoorden. Leclère wist dat die organisatie nog niet in XTC handelde en kon hen overtuigen om een samenwerking aan te gaan.
Hoewel Leclère door de Delta Groep zwaar werd bewaakt, werd verborgen gehouden in diverse schuilpanden en hij internationaal geseind stond, waagde hij het enkele keren om alleen buiten te gaan. Op 20 mei 1993 maakte hij zulke autorit op de A10 in Amsterdam waar hij werd doodgeschoten. Anno 2024 is de dader, het motief en de achterliggende organisatie van de moord nog niet gekend.